# Hafen von Alexandria

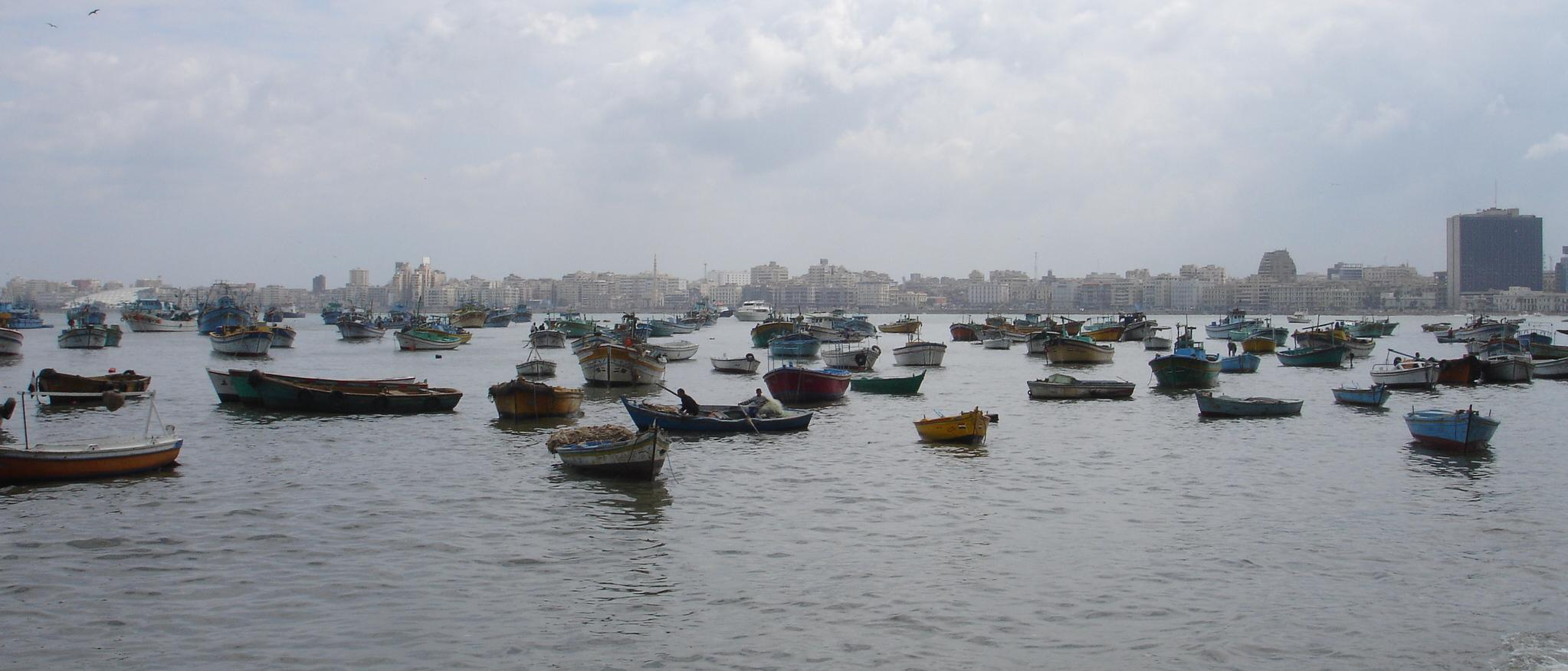
Osthafen von Alexandria

Der Hafen von Alexandria (arabisch ميناء الإسكندرية — al-Mīnâ al-Iskandariyya) ist vom Umschlag her der größte ägyptische Seehafen. Er besteht seit 1900 v. Chr.
Die Stadt Alexandria liegt am westlichen Rand des Nildeltas zwischen dem Mittelmeer und dem lagunenartigen Brackwassersee Mareotis (بحيرة مريوط — Buḥarat Mariyyūṭ).

## Geografie und Betrieb

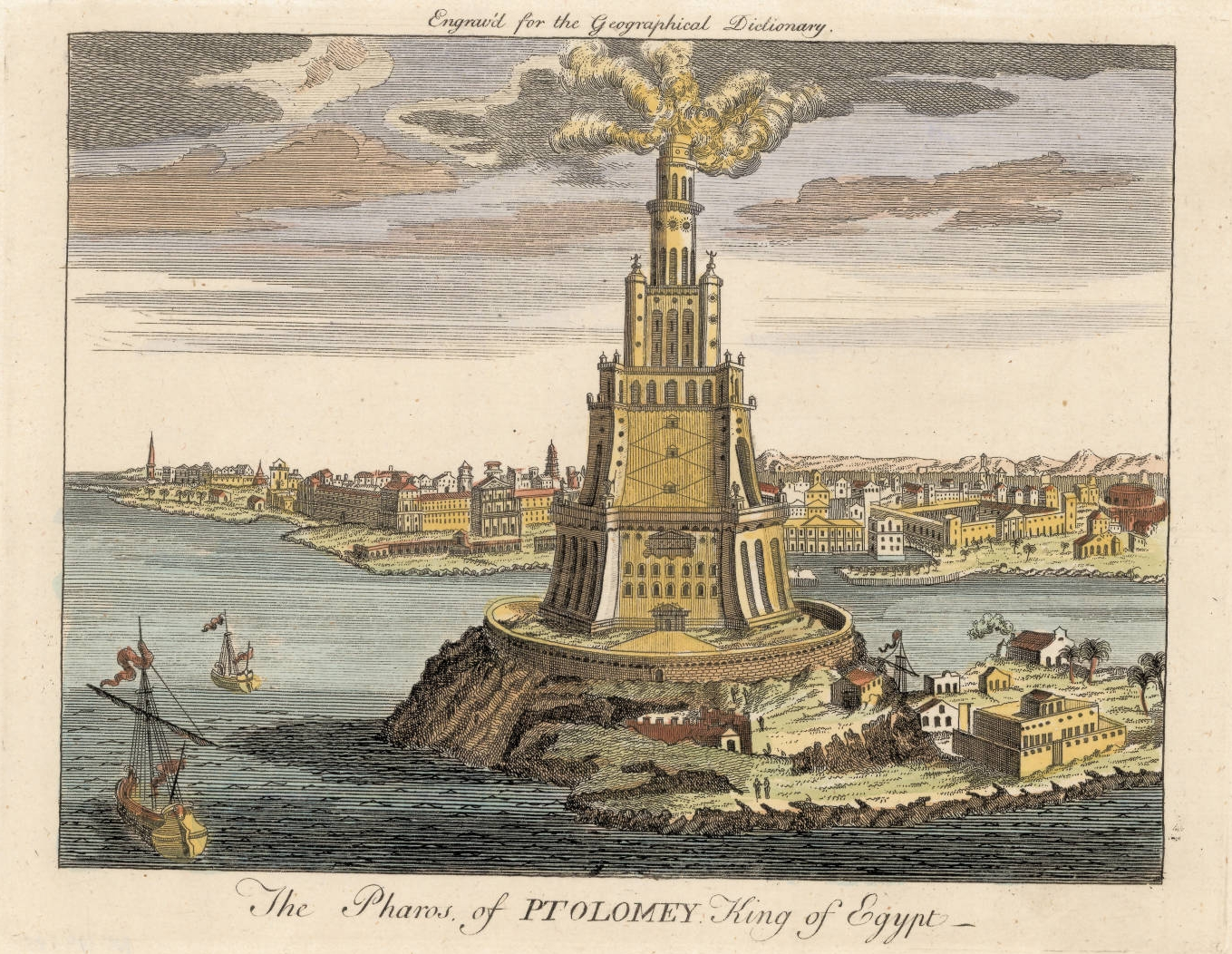
Pharos von Alexandria (17. Jhd.)

Der Hafen befindet sich beiderseits der Halbinsel Rās at-Tīn (رأس التين), die aus der antiken Insel Pharos entstanden ist.
Der Osthafen (الميناء الشرقي — al-Mīnâ aš-Šarqiyya) ist ein Bootshafen.
Der eigentliche Seehafen ist der Westhafen (الميناء غَرْبِيّ — al-Minâ al-Ğarbiyya). Der innere Teil beim Stadtteil al-Medina ist vom äußeren durch eine Mole getrennt, der äußere vom offenen Meer durch die westliche Landzunge der Halbinsel at-Tin, wo sich eine Flottenbasis befindet, und eine neuere Mole. Auf der Landzunge steht der höchste der heute betriebenen Leuchttürme in Alexandria, mit 52 m weniger als halb so hoch wie der antike und, 1848 errichtet, selber nicht mehr neu.
Von 1980 bis 1986 wurde wenige Kilometer westlich des Westhafens der Industriehafen von El-Dekheila (ميناء الدخيلة — Mīnâ ad-Duhkayla) angelegt.
Über die Häfen von Alexandria laufen 60 % des ägyptischen Außenhandels.
Der Hafen von Alexandria ist auch für den Tourismus sehr bedeutend, da er von vielen Kreuzfahrtschiffen angelaufen wird.
Betreiber der Häfen ist die Alexandria Port Authority.

## Geschichte

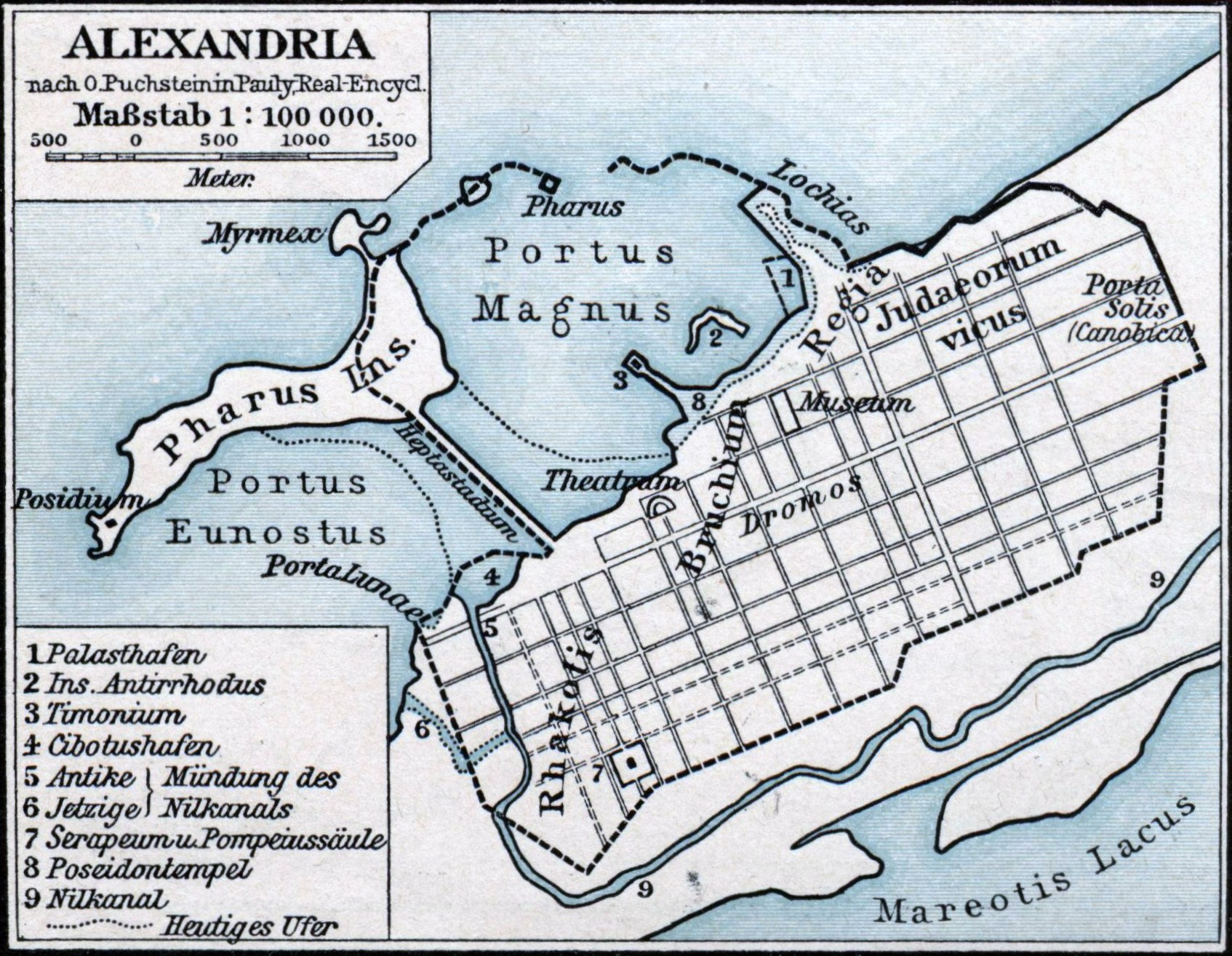
Alexandria unter römischer Herrschaft, Darstellung von 1901

Sedimentuntersuchungen aus dem Osthafen lassen darauf schließen, dass das heutige al-Iskandriyya schon von etwa 2700 bis 2200 und von 1000 bis 800 vor Chr. ein besiedelter Hafenplatz war. Vor der Eroberung Ägyptens durch Alexander den Großen war die wichtigste Hafenstadt des Landes jedoch das heute in der Bucht von Abukir (خليج أبو قير — Khalīg Abū Qīr) versunkene Thonis, von den Griechen Herakleion genannt.
Unter der Regierung Alexanders, der möglicherweise nie an dem nach ihm benannten Ort gewesen ist, begann der Aufschwung von Hafen und Stadt. Durch den Bau des sieben Stadien (daher der Name) langen Dammes Heptastadion (Ὲπταστάδιον) zur Insel Pharos wurden zwei künstliche Buchten geschaffen, der Eunostòs Limên (Eὐνοστòς Λιµήν, „Gute-Heimkehr-Hafen“, später lat.: PORTVS EUSTONVS) im Westen und der Große Hafen (Μέγας Λιµήν, Mégas Limên, später lat.: PORTVS MAGNVS) im Osten.
Die Bucht des Großen Hafens war seewärts durch Sandbänke und Riffe begrenzt. Die Zufahrt wurde einfacher, seit ab 282 bei einem Riff zwischen den beiden Hauptpassagen der Pharos-Leuchtturm stand und auf einigen Riffen Molen gebaut wurden. Der Turm war also nicht nur bei der Navigation aus der Ferne, sondern auch bei der Einfahrt in den Hafen wichtig. Innerhalb der Bucht wurden durch Molen und künstliche Inseln geschützte Hafenbecken geschaffen. Auf einer der heute versunkenen Inseln stand ein Königspalast. Der Große Hafen lag mitten vor der städtischen Bebauung des antiken Alexandria.
Wegen einer Reihe von Sandbänken erforderten auch beim Eunostos-Hafen Ein- und Ausfahrt gewisse Vorsicht. Nur die Südostecke der Bucht grenzte an die ummauerte Stadt. Hier mündete der Kanal von Alexandria in die „Kibotós“ (ἡ κιβοτός, „die Kiste“), ein kleines ummauertes Hafenbecken.
Zusätzlich zu den Seehäfen besaß das antike Alexandria noch südlich der Stadt zwei Binnenhäfen, einen am besagten Süßwasserkanal und einen am Mareotis-See.
Nachdem der Pharos-Turm im 14. Jahrhundert seine Funktion als Leuchtturm eingebüßt hatte, markiert er immerhin noch die Einfahrt zum Großen Hafen, ebenso das 1480 an seiner Stelle erbaute Fort des Kait Bay (قايت باي — Qāyīt Bāy).
Zwischen den antiken Bezeichnungen als „Eunostus“- und „Großer“ Hafen und den heutigen als „West“- und „Ost“-Hafen wurde in europäischen Karten der Westhafen als „Alter“ Hafen und der Osthafen als „Neuer“ Hafen bezeichnet, auf zwischenzeitliche Verschiebungen in der Nutzung hindeuten kann.